# Foster Adolph Reynolds
Foster Adolph Reynolds (* 29. Dezember 1884 in Chicago; † 18. Juli 1960) war ein US-amerikanischer Instrumentenbauer und maßgeblich an der Entwicklung amerikanischer Blechblasinstrumente und namhaften Unternehmen in den Vereinigten Staaten beteiligt. 
Reynolds trat 1903 in die J.W. York and Sons Company in Grand Rapids, Michigan ein. Er wechselte dann zur  H.N. White Company in Cleveland, Ohio. Hier arbeitete er an der Verbesserung von Blasinstrumenten und wurde Works Manager und später Generalmanager und Vizepräsident des Unternehmens. 
1936 gründete er die F.A. Reynolds Company. Das Unternehmen wurde als Produzent von Sousaphonen, Hörnern sowie Tenor- und Bassposaunen bekannt und wurde im Zweiten Weltkrieg zum Hauptlieferanten dieser Instrumente für die amerikanische Armee. 1939 war er an der Entwicklung der Martin-Committee-Trompete beteiligt, die sich in den 1940er bis 1960er Jahren vor allem in der Jazzmusik durchsetzte und von Miles Davis, Chet Baker, Dizzy Gillespie und Maynard Ferguson gespielt wurde.
1946 zog er sich aus seinem Unternehmen zurück, wurde jedoch bereits im Folgejahr in die Chicago Musical Instrument Co. geholt. Anfang der 1950er Jahre kam er zur F.E. Olds Co. wo er mit dem Trompeter Rafael Mendéz an weiteren Verbesserungen der Trompete (Olds-Mendéz-Trompete) und des Kornetts arbeitete.
| Personendaten    | Personendaten                       |
| ---------------- | ----------------------------------- |
| NAME             | Reynolds, Foster Adolph             |
| KURZBESCHREIBUNG | US-amerikanischer Instrumentenbauer |
| GEBURTSDATUM     | 29. Dezember 1884                   |
| GEBURTSORT       | Chicago                             |
| STERBEDATUM      | 18. Juli 1960                       |